# Metaanalýza
Metaanalýza je typ vědeckého výstupu používaný například v biomedicíně, který je založen na statistické kombinaci výsledků dříve publikovaných studií. Kvalitně provedená metaanalýza má mnohem vyšší stupeň věrohodnosti než jednotlivé studie, protože spojuje vhodným způsobem data z velkého množství pokusných subjektů. Metaanalýza je považována ze jeden z nejsilnějších důkazů v hierarchii věrohodnosti důkazů běžném v moderní medicíně.

## Výběr článků
Vlastnímu analyzování předchází nejprve sběr dat, tedy vyhledávání co největšího počtu publikovaných studií na dané téma. Při důkladném hledání se obvykle neopomíjí ani výsledky publikované v národních jazycích způsobem, který by jinak vzbuzoval jisté pochyby o věrohodnosti, výsledky publikované v disertačních a magisterských tezích a ani vlastní knižní publikace. Z další analýzy se obvykle vyloučí nenáhodné a nekontrolované klinické studie, hlášení jednotlivých případů a publikované řady případů, protože tyto výsledky mají jen spornou hodnotu a z důvodu chybějící kontroly by vesměs ani nebyla možná statistická analýza, respektive by se v analýze dále propagovala značná nejistota a výsledek by byl znehodnocen. Dalším krokem je stanovení kritérií kvality, tedy minimálních požadavků zejména provedení a rozsah, které musí mít příslušná studie, aby byla zahrnuta do metaanalýzy. Příliš malý rozsah nebo příliš velké riziko špatné kontroly podmínek totiž představují faktor, kterým se do výsledku také propaguje nejistota, která může vlastní výsledek znehodnotit. Volba kritéria je klíčová pro kvalitu metaanalýzy. Kritéria musí být formulována explicitně a zcela jasně, jinak hrozí chyba v důsledku předpojatosti hodnotitele. Příliš přísná kritéria mohou znamenat malý počet studií, které se dostanou až k vlastní metaanalýze, takže výsledný malý rozsah sníží věrohodnost výsledků. Naopak příliš mírná kritéria mohou znamenat, že věrohodnost sníží přílišná propagace nejistot z jednotlivých studií do výsledků.

## Statistická analýza
Výsledky jednotlivých studií, které splnily kritérium kvality, se dále zpracovávají statisticky. Před vlastní analýzou se obvykle výsledky každé studie popíší řadou vhodných ukazatelů, nejčastěji aritmetickým průměrem a směrodatnou odchylkou, podle charakteru dat však mohou být použity i jiné hodnoty (např. Hedgesovo g ke korekci různé škály výsledků). Následně se provede regresní analýza na zvoleném modelu. Obvykle se používá lineární regresní model, ve kterém se navíc objevují parametry zohledňující rozsah jednotlivých studií a variabilitu jejich výsledků.

## Omezení metaanalýz

### Efekt kvality vstupních dat
Metaanalýza podstatně nezvyšuje kvalitu dat, pouze je sumarizuje. To znamená, že pokud je prováděna metaanalýza z textů se slabou věrohodností, věrohodnost metaanalýzy bude opět slabá.
Zpracování studií ani nemusí odhalit manipulaci s daty, takže neodhalený podvod může podle své závažnosti významným způsobem zkreslit výsledek. Z toho důvodu se z metaanalýz obvykle vylučují takové studie, které jsou provedeny způsobem výrazně usnadňujícím úmyslnou i neúmyslnou manipulaci s daty.
Studie příliš malého rozsahu je podle charakteru studovaného stavu více či méně zatížena výraznými náhodnými fluktuacemi. Podíl náhodných fluktuací výsledků nelze zcela vyloučit, jeho vliv roste s klesajícím rozsahem studie. Na druhou stranu mají náhodné fluktuace nulovou střední hodnotu, takže se jejich vliv při větším počtu studií obvykle navzájem kompenzuje.

### Publikační zkreslení
Publikační zkreslení (angl. publication bias) je jedním z nejzávažnějších problémů při hodnocení výsledků metaanalýz. Podstatou je to, že autoři publikují převážně pozitivní výsledky, méně pak negativní a jen výjimečně výsledky paradoxní.
Pozitivní výsledek znamená, že je testovaný postup efektivnější než placebo nebo než jiný postup. Negativní výsledek znamená, že statisticky nelze zamítnout hypotézu o stejném účinku testovaného postupu a placeba resp. jiného postupu. Paradoxní výsledek může nastat v situaci, kdy se testuje postup, který je jen velmi málo účinný nebo neúčinný, na malé skupině dobrovolníků. Při hodnocení výsledků takové studie může vlivem náhodných fluktuací dojít k tomu, že placebo vyjde jako mnohem účinnější postup než je ten testovaný, přičemž z předchozích pozorování plyne, že testovaný postup nelze pokládat za škodlivý.